# Maguito Vilela
Luiz Alberto Maguito Vilela (Jataí, 24 de janeiro de 1949 — São Paulo, 13 de janeiro de 2021) foi um advogado e político brasileiro filiado ao Movimento Democrático Brasileiro (MDB). Por Goiás, foi governador, senador, deputado federal e deputado estadual. Foi também prefeito de Goiânia e de Aparecida de Goiânia, além de vereador de Jataí, onde iniciou sua carreira política.  Foi um dos principais nomes do MDB em Goiás e no Brasil, tendo ocupado os cargos de vice-presidente nacional de 2000 a 2001 e presidente nacional entre maio e setembro de 2001. Foi também vice-presidente do Banco do Brasil. 

## Biografia
Nascido em Jataí, no dia 24 de janeiro de 1949, Luiz Alberto Vilela se formou em Direito, e a partir de 1972, ingressou como professor da rede estadual de Goiás, onde atuou até 1977. Em 1976, presidiu a Associação Esportiva Jataiense, tendo recebido o apelido "Maguito" devido sua participação no futebol.
Teve quatro filhos, entre eles, o presidente do MDB de Goiás e vice-governador de Goiás, Daniel Vilela. Foi avô de quatro netos e esposo da empresária Flávia Teles. Era também tio do político Leandro Vilela, ex-deputado estadual por Goiás e prefeito de Aparecida de Goiânia. 

## Trajetória política

### Vereador por Jataí
Foi eleito vereador por Jataí pela Aliança Renovadora Nacional, no ano de 1976, permanecendo até 1983, chegando a presidir a Câmara Municipal.

### Deputado estadual por Goiás
Elegeu-se deputado estadual, nas eleições estaduais em Goiás em 1982, já pelo MDB. Durante o mandato, exerceu a liderança do governo Iris Rezende (MDB) na Assembleia Legislativa. Permaneceu por um quadriênio, quando foi eleito para uma vaga de deputado federal constituinte, para o período 1987-1991. Entre as suas principais realizações no Poder Legislativo Estadual destaca-se a proposta na Assembleia Legislativa para acabar com as aposentadorias políticas. 

### Deputado federal por Goiás e participação na Assembleia Nacional Constituinte de 1987

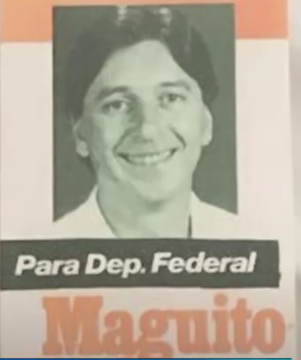
Cartaz de campanha de Maguito Vilela para deputado federal

Em 1986, Maguito elegeu-se deputado federal e participou ativamente da elaboração da Constituição Federal, vigente no país. Durante o mandato, foi vice-líder da bancada do MDB na Câmara dos Deputados. 
Em fevereiro de 1987, Vilela assumiu posição na Assembleia Nacional Constituinte (ANC) entre os 559 parlamentares. A assembleia foi responsável por aprovar a sétima Constituição do Brasil no período de redemocratização do país que seguiu a Ditadura Militar.
Votou favoravelmente ao mandato de cinco anos para o presidente José Sarney, à criação de um fundo de apoio à reforma agrária, à limitação dos encargos da dívida externa, à proibição do comércio de sangue, à limitação do direito de propriedade privada, ao mandado de segurança coletivo, à proteção do emprego contra demissões sem justa causa, ao turno ininterrupto de seis horas, ao aviso prévio proporcional, ao voto aos 16 anos, ao limite de 12% ao ano de juros, à estatização do sistema financeiro e à soberania popular. 
Ainda na Câmara dos Deputados, apresentou a emenda ES24701-8, conhecida como a Lei do Impeachment, que foi aplicada pela primeira vez em 1992 com o afastamento do então presidente Fernando Collor e mais recentemente em 2016 com o afastamento da presidente Dilma Rousseff. 

### Vice-governador de Goiás
Nas eleições de 1990, candidatou-se a vice-governador de Goiás, na chapa de Iris Rezende, vencendo e permanecendo entre março de 1991 e abril de 1994, quando renunciou para concorrer ao governo no pleito daquele ano. Durante seu mandato, foi condecorado com a Ordem do Mérito Militar no grau de Comendador especial pelo presidente Itamar Franco.

### Governador de Goiás
Foi governador de Goiás, de 1 de janeiro de 1995 a 2 de abril de 1998. Maguito foi promovido a Grande-Oficial por Fernando Henrique Cardoso em seu primeiro ano como governador. Entre 1995 a 1998, pesquisa do Datafolha o apontou como o governador mais popular do Brasil.
Em seu mandato como governador de Goiás, atendeu 150 mil famílias carentes com o projeto Solidariedade Humana, que consistia na a doação de pão e leite diariamente e de uma cesta básica por mês, beneficiando quase um milhão de pessoas. Em quatro anos foram distribuídas cinco milhões de cestas de alimentos com 28 quilos cada    . 
Maguito também trabalhou para atrair grandes indústrias para Goiás - várias empresas nacionais e multinacionais foram instaladas no Estado durante seu mandato, como Perdigão, Goiástêxtil – formada pelas empresas JMA (Portugal), Piu Belle (Itália) e Bouquet (Brasil), Mitsubishi e Nestlé . A chegada das indústrias gerou mais de 1.500 novos empreendimentos em 40 meses, com investimentos superiores a R$ 5 bilhões e geração de quase 100 mil novos empregos.
Nesse período, o programa Fomentar foi remodelado, atendendo milhares de empresas goianas e outras que vieram para o Estado, financiando o pagamento de 70% do ICMS em até 15 anos .
Instituiu o programa Luzes no Campo, com o qual a eletrificação rural chegou a 95% das propriedades do estado, atendendo 43 mil produtores.  
Na infraestrutura, foram pavimentados 2 mil quilômetros de vias, completando uma malha total pavimentada no Estado de 9 mil quilômetros. Maguito também construiu ou reformou 69 ginásios de esportes, além de outras 27 quadras. O Governo concluiu, naquele período, oito estádios de futebol e reformou o estádio Serra Dourada, conforme destaca justificativa para homenagem em seu nome na Assembleia Legislativa. 

### Senador por Goiás

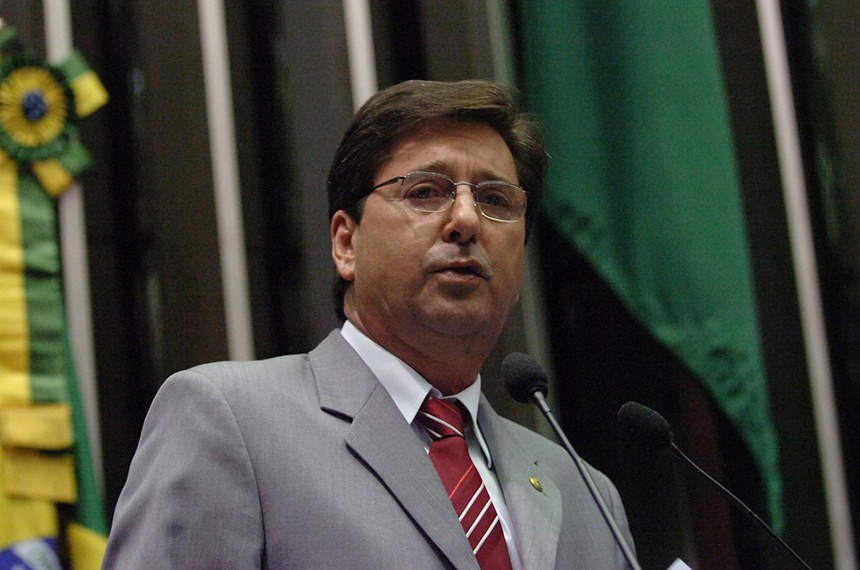
Senador Maguito Vilela (PMDB-GO) em pronunciamento no Plenário do Senado, em 2006.

Maguito Vilela foi eleito senador em 1998, tendo cumprido mandato até 2006. No Senado, Maguito teve atuação destacada em importante comissões da Casa Legislativa, como na Comissão de Constituição e Justiça e na Comissão de Assuntos Sociais, onde levou a sua experiência como o governador que implantou maior programa social do país até então. 
Após o término de seu mandato, foi candidato pelo MDB de Goiás ao governo do estado em 2002, pleito em que foi derrotado no primeiro turno por Marconi Perillo. Foi candidato novamente em 2006, derrotado no segundo turno por Alcides Rodrigues.
Em 2007, foi nomeado pelo ministro da fazenda Guido Mantega, vice-presidente do Banco do Brasil.

### Prefeito de Aparecida de Goiânia
Em 2008, foi eleito prefeito de Aparecida de Goiânia, com 81,11% dos votos válidos, se tornando o primeiro ex-governador a ocupar o cargo no município. Em 2012, foi reeleito com quase 63,98% dos votos válidos. Em 31 de dezembro de 2016, encerrou o segundo mandato obtendo cerca de 70% de aprovação. 
À frente da Prefeitura de Aparecida, investiu mais de R$ 800 milhões em obras na infraestrutura, saúde, educação e no social. Foi o maior volume de investimento da história do município. O resultado foi a pavimentação asfáltica de 115 bairros - Mais de 6 milhões de metros quadrados de asfalto novo - ; a construção de quatro eixos viários; a construção de um Hospital Municipal com 220 leitos, 3 UPAs, 30 UBSs ; implantação de 40 Centros Municipais de Educação Infantil (Cmeis); 33 ginásios de esportes nas dependências de escolas municipais e implantação de quatro escolas come educação integral e reforma ou ampliação de todas as 59 unidades escolares do município.
Durante seus mandatos como prefeito, Aparecida experimentou um grande salto de desenvolvimento. Com fortes investimentos em infraestrutura, educação e saúde a cidade viu aumentar em mais de 500% o número de empresas ativas. Antes de Maguito, Aparecida tinha apenas 6 mil empresas, ao final de 8 anos de governo Maguito, o número passou para mais de 35 mil empresas.
Durante o governo Maguito, Aparecida também ganhou destaque nacional em gestão dos recursos públicos. O Índice da Federação das Indústrias do Estado do Rio de Janeiro (Firjan) de Gestão Fiscal apontou a Prefeitura de Aparecida de Goiânia como a 1ª no ranking estadual e a 21ª no ranking nacional, atrás apenas de uma capital do país. O objetivo do índice é avaliar a qualidade da gestão fiscal dos municípios brasileiros e fornecer informações que auxiliem os gestores públicos na decisão de alocação dos recursos.
Em função do cargo de prefeito de Aparecida e razão de sua experiência política-administrativa, Maguito Vilela foi vice-presidente da Frente Nacional de Prefeitos e teve atuação destacada na coordenação do g100 – grupo que reúne as 100 maiores cidades do país e com alta vulnerabilidade social. A força política de Maguito, ajudou estas cidades a serem priorizadas nos programas do governo federal e, consequentemente, Aparecida também recebeu inúmeros benefícios importantes, como a Universidade Federal de Goiás e o Instituto Federal de Goiás.
Maguito concluiu o segundo mandato com alta aprovação popular. Mesmo quando a maioria dos prefeitos sofriam desgaste em função da crise política que o país viveu nos últimos anos, Maguito obteve 70% de aprovação, segundo pesquisa Paraná/Record em 2016.

### Prefeito de Goiânia
Em 2020, disputou a eleição para a prefeitura de Goiânia e foi eleito em segundo turno derrotando o senador Vanderlan Cardoso , com 52% dos votos válidos. No dia 1º de janeiro de 2021, data da posse, Maguito estava internado para tratar complicações decorrentes da Covid-19 e precisou ser empossado de forma virtual, por meio de assinatura eletrônica. O político, contudo, não chegou a exercer o cargo, tendo se licenciado em seguida e falecido no dia 13 de janeiro do mesmo ano. 

## Morte
Maguito Vilela morreu em 13 de janeiro de 2021 por complicações da COVID-19 na UTI do Hospital Albert Einstein, onde ficou internado por mais de 80 dias. Familiares, amigos, apoiadores e admiradores puderam se despedir do político em cortejo que passou pelas ruas de Aparecida de Goiânia, cidade de que Maguito foi prefeito por dois mandatos e em velório realizado no Palácio das Esmeraldas e no Ginásio de Esportes Vilelão, em Jataí, sua cidade natal. O enterro foi realizado no Cemitério São Miguel, em Jataí. 